# Catarina Costa
Catarina Martins de Mesquita Paiva Costa (ur. 21 września 1996) – portugalska judoczka. Dwukrotna olimpijka. Zajęła piąte miejsce w Tokio 2020 i dziewiąte w Paryżu 2024. Walczyła w wadze ekstralekkiej.
Piąta na mistrzostwach świata w 2018 i 2024; uczestniczka zawodów w 2019, 2021, 2022 i 2023. Startowała w Pucharze Świata w 2015, 2017, 2018. Wicemistrzyni Europy w 2022, 2023 i 2025; trzecia w 2024. Piąta na igrzyskach europejskich w 2019 roku.

## Letnie Igrzyska Olimpijskie 2020
| Konkurencja | Eliminacje            | Eliminacje       | Eliminacje            | Repasaże             | Finały                       | Klas. końcowa |
| Konkurencja | Przeciwnik I          | Przeciwnik II    | 1/4                   | Przeciwnik I         | o 3. miejsce                 | Miejsce       |
| ----------- | --------------------- | ---------------- | --------------------- | -------------------- | ---------------------------- | ------------- |
| 48 kg       | Aişə Qurbanlı (AZE) Z | Li Yanan (CHN) Z | Darja Biłodid (UKR) P | Paula Pareto (ARG) Z | Mönchbatyn Uranceceg (MGL) P | 5.            |

## Letnie Igrzyska Olimpijskie 2024
| Konkurencja | Eliminacje             | Eliminacje               | Klas. końcowa |
| Konkurencja | Przeciwnik I           | Przeciwnik II            | Miejsce       |
| ----------- | ---------------------- | ------------------------ | ------------- |
| 48 kg       | Katharina Menz (GER) Z | Gabriela Narváez (PAR) P | 9.            |